# Bochlewo
Bochlewo – wieś w Polsce, położona w województwie wielkopolskim, w powiecie konińskim, w gminie Kazimierz Biskupi.
| SIMC    | Nazwa             | Rodzaj    |
| ------- | ----------------- | --------- |
| 0285735 | Bochlewo Drugie   | część wsi |
| 0285741 | Bochlewo Pierwsze | część wsi |

W latach 1975–1998 miejscowość administracyjnie należała do województwa konińskiego.
Podczas II wojny światowej okupanci osiedlili we wsi 45 Niemców. 
W Bochlewie znajduje się jednostka Ochotniczej Straży Pożarnej. Została założona w 1956 roku. W tym samym roku przystąpiono do budowy we własnym zakresie i w oparciu o własne środki remizy strażackiej. Grunt pod remizę przekazał nieodpłatnie dwaj członkowie jednostki: druhowie Michalski i Wojdyński. W 1960 roku zakończono budowę i oddano strażnicę do użytku. W 1989 roku w wyniku postępującej rozbudowy odkrywki węgla brunatnego "Kazimierz", przystąpiono do rozbiórki remizy strażackiej.
Po długotrwałych pertraktacjach z Dyrekcją KWB "KONIN" osiągnięto porozumienie, na mocy którego KWB zobowiązała się wybudować nową remizę w miejscu wyznaczonym przez OSP Bochlewo. Do budowy przystąpiono w 1990 roku i zakończono w czerwcu 1993 roku. 
W 2006 roku straż otrzymała od OSP Kazimierz Biskupi pierwszy samochód typu FS Lublin Żuk. 
We wsi znajdowała się filia szkoły podstawowej w Kazimierzu Biskupim.  